# Mariestad BoIS HC
Der Mariestad BoIS HC ist ein schwedischer Eishockeyverein aus Mariestad, der seit 2008 in der dritthöchsten schwedischen Profiliga, der jetzigen Hockeyettan spielt. Seine Heimspiele trägt der Club in der Katrinhallen aus, die 2550 Zuschauern Platz bietet.

## Geschichte
Der Verein wurde in den 1940er-Jahren als Eishockeyabteilung des Mariestad CK gegründet. 1967 folgte die Trennung vom Stammverein, wobei der abgespaltete reine Eishockeyverein fortan Mariestad BoIS hieß. Erst über 30 Jahre später, 1998, wurde der Verein in Mariestad BoIS HC umbenannt. Im April 2008 stieg der Verein in die Allsvenskan auf, nachdem man den Väsby IK vor 2523 Zuschauern in der Katrinhallen besiegt hatte.
In der folgenden Spielzeit belegte das Team nur den letzten Platz der Allsvenskan und musste in der Kvalserien antreten. Dort konnte es sich nicht durchsetzen und der Club stieg in die Division 1 ab. Seither spielt er in dieser drittklassigen Liga, die inzwischen Hockeyettan genannt wird.

### Bekannte ehemalige Spieler
| - Tommy Samuelsson - Harald Lückner - Staffan Lundh - Peter Ottosson - Dennis Ström - Stefan Axelsson - Per Lundell - Johan Andersson |